# Шестнадцатигранник

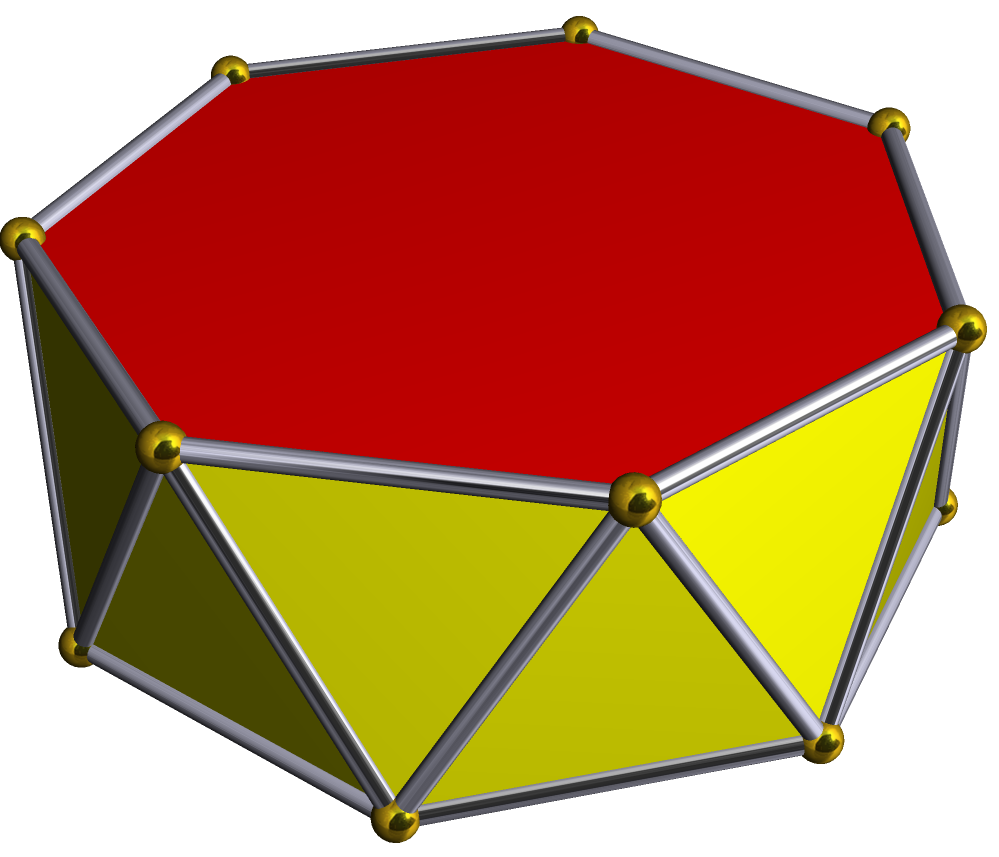
Семиугольная антипризма

Шестнадцатигранник — это многогранник с 16 гранями. Шестнадцатигранник не является правильным; следовательно, имя неоднозначно. Существует множество топологически различных форм шестнадцатигранника, например, пятнадцатиугольная пирамида, четырнадцатиугольная призма и семиугольная антипризма.

## Правильный шестнадцатигранник
Есть 387,591,510,244 топологически различных "правильных" шестнадцатигранников, кроме зеркальных изображений, имеющих не менее 10 вершин.
(Два многогранника "топологически различны", если у них принципиально разные механизмы граней и вершин, таких, что невозможно исказить один в другой путем простого изменения длины ребер или углов между ребрами или гранями.)

## Самодвойственный шестнадцатигранник
Есть 302,404 двойных шестнадцатигранника, 1476 с симметрией, по крайней мере, порядка 2. Высокая симметрия самодвойственная имеет хиральную тетраэдрическую симметрию, и ее можно увидеть топологически, удалив 4 из 20 вершин правильного додекаэдра, и называется тетраэдрически уменьшенным додекаэдром.